# Айяла, Инес
Ине́с Айя́ла Сенде́р (исп. Inés Ayala Sender; 28 марта 1957, Сарагоса — 25 июля 2024) — испанский политик, член ИСРП. Депутат Европарламента.

## Биография
В 1975—1982 годах Инес Айяла изучала испанистику и англистику в Сарагосском университете, где с 1980 по 1990 годы также преподавала испанскую литературу. В 1994—1995 годах в Сарагосе она изучала юриспруденцию, в 1995—1997 годах училась в Свободном университете в Брюсселе. В 2002—2004 годах в Университете Алькалы получила подготовку в качестве преподавателя испанского языка для иностранцев.
В 1984 году Инес Айяла вступила в Испанскую социалистическую рабочую партию и в 1985 году вошла в региональное правление партии в Арагоне, где занималась проблемами женщин. В 1989—1990 годах Айяла была координатором в близком ИСРП профсоюзе «Всеобщий союз трудящихся» в Астурии, затем работала референтом по социальной работе в ВСТ. В 1990—1994 годах Айяла привлекалась к работе в качестве эксперта в Европейском социально-экономическом комитете по вопросам борьбы с социальной изоляцией. В 1995—1997 годах работала экспертом в Генеральной дирекции Европейской комиссии по защите окружающей среды, затем до 2004 года политическим советником фракции Партии европейских социалистов в различных комитетах и делегациях Европейского парламента.
На выборах в Европейский парламент 2004 и 2009 годов Айяла получила мандат евродепутата. Он входит в социал-демократическую фракцию «Прогрессивный альянс социалистов и демократов» и в комитет по транспорту и туризму, а также в комитет по бюджетному контролю. В 2004—2009 годах входила в состав Петиционного комитета.
Инес Айала скончалась 25 июля 2024 года в возрасте 67 лет.